# Jean Mantelet (marin)
Cet article concerne le résistant et Compagnon de la Libération français. Pour l'industriel français du XXe siècle, voir Jean Mantelet (industriel).
Pour les articles homonymes, voir Mantelet.
Jean Mantelet, né le 5 mars 1891 à Nanterre et Mort pour la France le 30 octobre 1942 au large de Madère, est un marin et résistant français, Compagnon de la Libération. Vétéran de la Première Guerre mondiale passé dans la marine marchande, il se rallie à la France libre en 1940 et meurt dans le naufrage de son navire en transportant des troupes alliées vers l'Angleterre.

## Biographie

### Jeunesse
Fils de miroitier, Jean Mantelet naît le 5 mars 1891 à Nanterre, alors dans le département de la Seine. Après avoir étudié au lycée Condorcet, il se prend de passion pour la mer et entre à l'école d'hydrographie de Saint-Brieuc.

### Première Guerre mondiale
Engagé dans la Marine nationale avant le déclenchement de la première Guerre mondiale, il est d'abord affecté au croiseur cuirassé Dupetit-Thouars,. En 1914, il est muté au 1er régiment de canonniers marins au sein duquel il combat au fort de Troyon jusqu'en 1916,,. Promu Enseigne de vaisseau de 2e classe le 1er juillet 1916, il est muté sur le cuirassé Diderot sur lequel il sert pendant un an,. Après une autre année passé dans une base navale de Corfou, il est promu enseigne de vaisseau de 1re classe le 9 avril 1918 et prend le commandement d'un petit navire-courrier baptisé Linotte,,.

### Entre-deux-guerres
Démobilisé en 1919, Jean Mantelet obtient un brevet de capitaine au long cours dans la marine marchande. Installé à Port-Saïd, en Égypte, il est embauché en 1925 à la compagnie du canal de Suez en tant que pilote.

### Seconde Guerre mondiale
Mobilisé en 1939, Jean Mantelet reste cependant en Égypte et obtient une affectation spéciale sur son poste de pilote sur la canal de Suez, celui-ci revêtant une importance stratégique. Le 18 juin 1940, ayant entendu l'appel du général de Gaulle, il décide de se rallier à la France libre. Après s'être chargé de recueillir à son domicile les marins français qui, comme lui, avaient décidé de rejoindre le général de Gaulle, il exerce la fonction de délégué de la marine marchande de la France libre.
Le 9 février 1942, après avoir été promu capitaine de corvette, il est nommé commandant du paquebot Paul Doumer qui devient un navire de transport de troupes pour les forces françaises libres,,. Embarquant des soldats français, anglais et indiens, il prend la mer en direction de l'Angleterre. Le 30 octobre 1942, alors qu'il se trouve au sud de l'île de Madère, le paquebot est torpillé par un U-Boot. Après avoir organisé l'évacuation du navire, le capitaine de corvette Jean Mantelet se laisser sombrer avec son navire et meurt dans le naufrage.

## Décorations
|  |  |  |  |  |  |
|  |  |  |  |  |  |

| Chevalier de la Légion d'honneur                                            | Chevalier de la Légion d'honneur | Chevalier de la Légion d'honneur | Compagnon de la Libération Par décret du 16 août 1944 | Compagnon de la Libération Par décret du 16 août 1944 | Compagnon de la Libération Par décret du 16 août 1944 | Croix de guerre 1914-1918 Avec une étoile de bronze | Croix de guerre 1914-1918 Avec une étoile de bronze | Croix de guerre 1914-1918 Avec une étoile de bronze |
| Croix de guerre 1939-1945 Avec une étoile de vermeil et une étoile d'argent |                                  |                                  |                                                       |                                                       |                                                       |                                                     |                                                     |                                                     |

## Hommages
- Son nom est inscrit sur une plaque commémorative au siège de la compagnie Suez à Paris[6].
- Un bateau-pilote de la compagnie Suez, ancré à Port-Saïd, a été baptisé en son honneur[7].